# 近野村
近野村（ちかのむら）は、和歌山県西牟婁郡にあった村。現在の田辺市中辺路町の東部、日置川の上流域にあたる。

## 地理
- 山岳：千丈山、黒嶽、鷹ノ巣山、三日森山、狼屹山、笠塔峰、要害森山
- 河川：日置川、広見川、東の川

## 歴史

### 村名の由来
近露村の「近」と野中村の「野」の合成地名。

### 沿革
- 1889年（明治22年）4月1日 - 町村制の施行により、近露村・野中村・道湯川村の区域をもって発足。
- 1956年（昭和31年）9月30日 - 栗栖川村・二川村と合併して中辺路町が発足。同日近野村廃止。